# Pablo Padilla y Bárcena
Pablo Padilla y Bárcena (San Salvador de Jujuy, 24 de enero de 1848 - 22 de enero de 1921) fue un sacerdote argentino, que ejerció como obispo de Salta. Fue el primer obispo de Tucumán. 

## Biografía
Hijo de María Bárcena y Manuel Padilla, diputado por Jujuy al Congreso que sancionó la Constitución Argentina de 1853. Después de ser ordenado sacerdote en 1871, permaneció en la ciudad de Jujuy, donde fue cura párroco de la Iglesia Matriz; luego fue trasladado a Salta, donde fue canónigo de la Catedral y rector del Seminario.
El 17 de septiembre de 1891, el papa León XIII lo nombró obispo de Pentacomia in partibus infidelium y obispo auxiliar de la diócesis de Salta, que estaba vacante desde el fallecimiento del obispo titular Buenaventura Rizo Patrón en 1884; el conflicto entre el gobierno nacional y la Santa Sede llevaba ya varios años retrasando el nombramiento del obispo titular por la negativa presidencial —inicialmente del general Roca y luego de sus sucesores— a nombrar candidatos para el cargo. Mientras tanto, Padilla fue consagrado obispo en Buenos Aires por el arzobispo León Federico Aneiros.
Finalmente, a propuesta del presidente Luis Sáenz Peña, el 19 de enero de 1893, el Papa nombró obispo titular de Salta a Padilla, quien tomó posesión de la sede el 16 de febrero del mismo año.
Mientras fue obispo de Salta dio especial atención a la provincia de Jujuy, que formaba parte de la Diócesis de Salta. En San Salvador construyó el Convento del Buen Pastor, que ejercía de reformatorio de mujeres, en un terreno donado por su familia. En pocos años recorrió activamente gran parte de su diócesis —que incluía todas las provincias del noroeste argentino— y enfrentó la actividad de la masonería, que tenía numerosos adeptos en las clases altas de la sociedad. Fundó varios colegios católicos y la organización de las Hijas de María.
El 15 de febrero de 1897, el papa León XIII creó la diócesis de Tucumán, escindiendola de la de Salta con jurisdicción sobre la provincia de ese nombre y las de Catamarca y Santiago del Estero. A propuesta del presidente Uriburu, el papa nombró obispo titular de la nueva diócesis a monseñor Padilla el 8 de febrero de 1898, asumiendo éste el cargo el día 16 del mismo mes.
Asistió al Concilio Plenario de la América Latina que tuvo lugar en Roma entre el 28 de mayo y el 9 de julio de 1898. En 1902 asistió a la coronación del Señor del Milagro en Salta.
Las particularidades socioeconómicas de la provincia de Tucumán, ligadas a la agricultura de la caña de azúcar y a la industria azucarera llevaron al obispo Padilla a ser el primer obispo argentino en iniciar acciones hacia el catolicismo social, tratando de mejorar la situación de los obreros desde un punto de vista paternalista, creando los primeros "círculos de obreros", y enfrentando las iniciativas socialistas y anarquistas, e incluso se opuso a la creación de sindicatos.
En 1907 se separó de la diócesis de Tucumán la diócesis de Santiago del Estero. El obispo Padilla prestó especial atención a la provincia de Catamarca, pero en agosto de 1910 fue creada para esta provincia —tradicional bastión católico en la Argentina— la diócesis de Catamarca, cuyo primer obispo sería monseñor Bernabé Piedrabuena, quien más tarde sería obispo de Salta.
En 1911 publicó el primero de los dos tomos de sus Obras pastorales, que compendia sus escritos, cartas, discursos y sermones.
Desde 1919 se trasladó a la ciudad de San Salvador de Jujuy, de la que casi no volvió a salir. Allí falleció el 23 de enero de 1921.
Está enterrado en la Iglesia del Buen Pastor, frente al altar mayor.